# Sonnenfinsternis vom 1. September 2016
Die ringförmige Sonnenfinsternis vom 1. September 2016 war hauptsächlich in Zentralafrika sichtbar. Die Finsternis begann in der Mitte des Atlantik, der Pfad mit ringförmiger Sichtbarkeit erreichte Gabun nur 110 Kilometer weiter südlich als der Totalitätspfad der Finsternis von 2013. Anschließend überquerte die Zentralzone den afrikanischen Kontinent in Richtung Süd-Südost, dabei wurde neben Gabun die Republik Kongo, die Demokratische Republik Kongo, der Süden Tansanias, der Norden Mosambiks und die Mitte Madagaskars überstrichen. Bevor die Finsternis im Indischen Ozean endete, verlief ihre Zone ringförmiger Sichtbarkeit noch die Insel Réunion.
Als partielle Finsternis konnte sie hingegen fast vom gesamten Afrikanischen Kontinent beobachtet werden. 

## Wetteraussichten
Fast im gesamten Bereich der ringförmigen Sichtbarkeit herrscht tropisches Klima, in Madagaskar Subtropisches Klima, was ideale Beobachtungsbedingungen nicht sonderlich wahrscheinlich macht. Zum Zeitpunkt der Finsternis ist aber noch Trockenzeit, was die Aussichten verbessert, am besten dürften sie in der Mitte des afrikanischen Kontinents sein.

## Impressionen

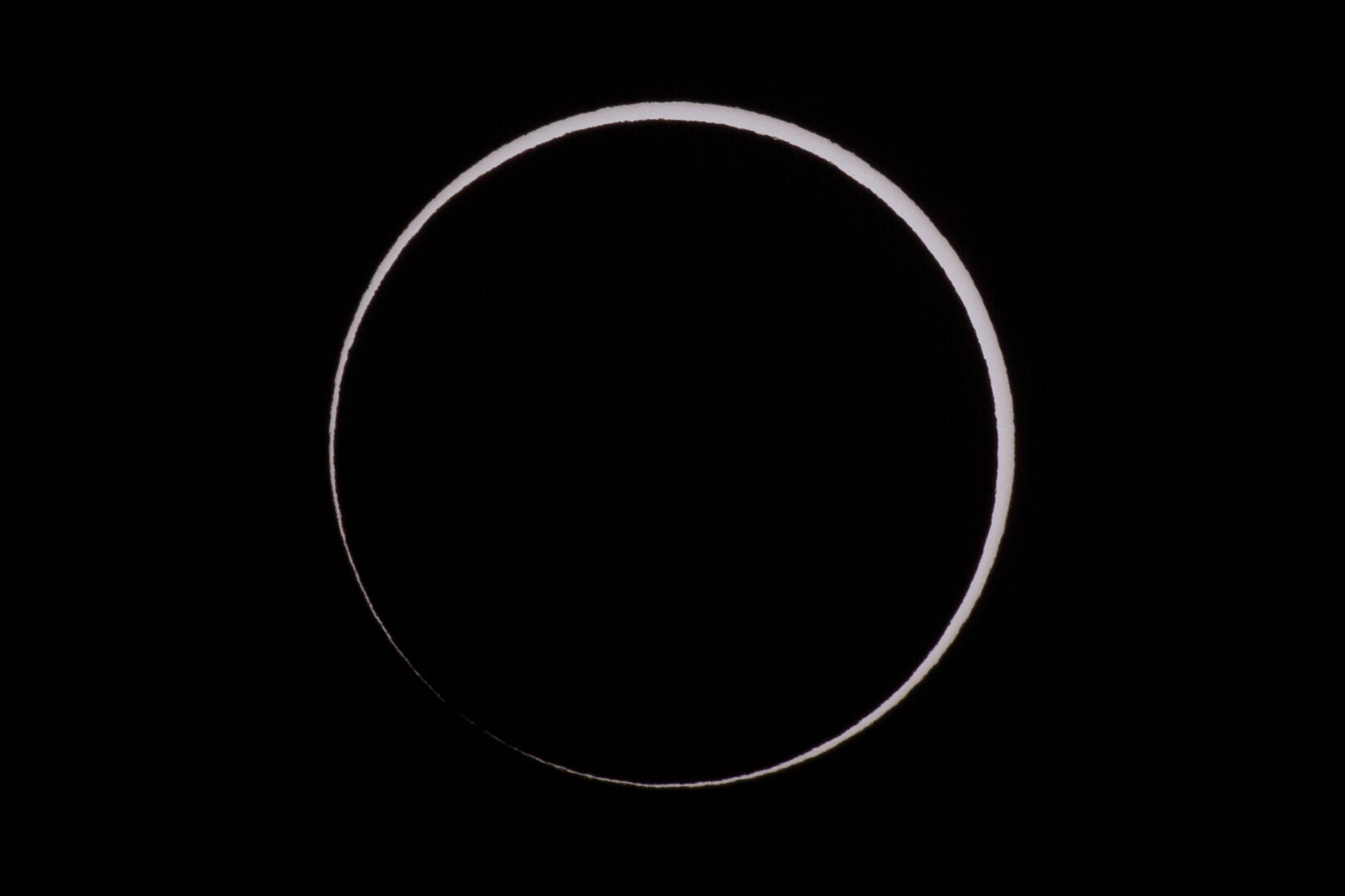
Beginn der ringförmigen Phase, Réunion